# Nassella
Nassella is een geslacht uit de grassenfamilie (Poaceae). De ongeveer 80 soorten van dit geslacht komen voor in delen van Noord- en Zuid-Amerika.